# Верден (Нью-Мексико)
Верден (англ. Virden) — селище (англ. village) в США, в окрузі Ідальго штату Нью-Мексико. Населення — 126 осіб (2020).

## Географія
Верден розташований за координатами 32°41′20″ пн. ш. 109°0′5″ зх. д. / 32.68889° пн. ш. 109.00139° зх. д. (32.688926, -109.001503).  За даними Бюро перепису населення США в 2010 році селище мало площу 0,58 км², уся площа — суходіл.

## Демографія
Згідно з переписом 2010 року, у селищі мешкали 152 особи в 61 домогосподарстві у складі 46 родин. Густота населення становила 263 особи/км².  Було 70 помешкань (121/км²).
Расовий склад населення:
| - 92,8 % — білих - 0,7 % — азіатів - 6,6 % — осіб інших рас |

До двох чи більше рас належало 0,0 %. Частка іспаномовних становила 21,7 % від усіх жителів.
За віковим діапазоном населення розподілялося таким чином: 23,7 % — особи молодші 18 років, 58,5 % — особи у віці 18—64 років, 17,8 % — особи у віці 65 років та старші. Медіана віку мешканця становила 43,5 року. На 100 осіб жіночої статі у селищі припадало 87,7 чоловіків;  на 100 жінок у віці від 18 років та старших — 93,3 чоловіків також старших 18 років.
Середній дохід на одне домашнє господарство  становив 52 960 доларів США (медіана — 39 375), а середній дохід на одну сім'ю — 60 935 доларів (медіана — 54 063). Медіана доходів становила 60 500 доларів для чоловіків та 36 875 доларів для жінок. 
Цивільне працевлаштоване населення становило 35 осіб. Основні галузі зайнятості: публічна адміністрація — 31,4 %, освіта, охорона здоров'я та соціальна допомога — 17,1 %, будівництво — 11,4 %, сільське господарство, лісництво, риболовля — 11,4 %.